# 太田浩
太田 浩（おおた ひろし、1964年 - ）は日本の教育学者。専門は、比較教育学、教育社会学。一橋大学国際教育センター教授。ケルン大学客員教授、インドネシア大学客員教授、留学生教育学会副会長等も務める。

## 人物・経歴
福岡県生まれ。1983年福岡県立朝倉高等学校卒業。1987年國學院大學法学部卒業。学校法人東洋大学国際交流センター職員を経て、2001年ニューヨーク州立大学バッファロー校教育学大学院教育政策研究科修士課程修了、教育学修士。同大学助手を経て、2008年ニューヨーク州立大学バッファロー校教育学大学院教育政策研究科博士課程比較・国際教育学専攻修了、博士（教育学）（Ph.D.）。2002年一橋大学大学院商学研究科専任講師、2007年一橋大学国際戦略本部准教授、2009年教授、2010年一橋大学国際教育センター教授、2011年一橋大学大学院言語社会研究科教授併任。2013年留学生教育学会副会長。2014年インドネシア大学大学院日本地域研究科客員教授、日本学生支援機構客員研究員、2015年ケルン大学経営・経済・社会科学部客員教授、東京大学大学院教育学研究科非常勤講師、2017年サクロ・クオーレ・カトリック大学高等教育国際化センター研究員。